# Viggó Hlynsson
Viggó Hlynsson (* 10. August 2004) ist ein isländischer Eishockeyspieler, der seit 2022 erneut für Ungmennafélagið Fjölnir in der isländischen Eishockeyliga spielt.

## Karriere
Viggó Hlynsson begann seine Karriere als Eishockeyspieler bei Ísknattleiksfélagið Björninn, wo er im Nachwuchsbereich aktiv war. Nachdem die Eissportabteilungen in den Klub Ungmennafélagið Fjölnir eingegliedert worden waren, spielte auch er für diesen Klub. 2019 debütierte er in der isländischen Eishockeyliga. Nachdem er 2021/22 bei Örnsköldsvik Hockey gespielt hatte, steht er seither erneut bei Ungmennafélagið Fjölnir auf dem Eis.

### International
Im Juniorenbereich spielte Viggó Hlynsson für Island bei den U18-Weltmeisterschaften 2019 und 2022 in der Division III sowie den U20-Weltmeisterschaften 2022, 2023 und 2024, als er zum besten Spieler seiner Mannschaft gewählt wurde, in der Division II.
In der isländischen Herren-Auswahl debütierte Viggó Hlynsson bei der Weltmeisterschaft 2022 in der Division II. Dort spielte er auch bei den Weltmeisterschaften 2023 und 2024.

## Erfolge und Auszeichnungen
- 2022 Aufstieg in die Division II, Gruppe A, bei der Weltmeisterschaft der Division II, Gruppe B